# Jairzinho
Jairzinho, właśc. Jair Ventura Filho (ur. 25 grudnia 1944 w Rio de Janeiro) – brazylijski piłkarz, który występował na pozycji napastnika.

## Życiorys
Był członkiem mistrzowskiej drużyny Brazylii, która wygrała Mistrzostwa Świata w Meksyku w 1970. Jest jedynym obok Justa Fontaine piłkarzem, który strzelał gole w każdym meczu turnieju finałowego. Jednak jego 7 goli nie wystarczyło do wywalczenia tytułu króla strzelców, który przypadł Niemcowi Gerdowi Müllerowi, zdobywcy 10 bramek.
Jairzinho swój profesjonalny debiut zaliczył w wieku 15 lat w drużynie Botafogo de Futebol e Regatas jako lewoskrzydłowy. Jego idol Garrincha, którego mógłby zastąpić w przyszłości w reprezentacji, grał również w tym klubie. Jairzinho początkowo grał właśnie na lewym skrzydle bądź na środku ataku. Jednak kiedy Garrincha odniósł kontuzję, Jairzinho zastąpił wielkiego asa na prawym skrzydle, na którym z czasem zaczął grać coraz pewniej i częściej.
Jairzinho swój debiut w reprezentacji Brazylii zaliczył w wieku 19 lat w 1964 w meczu przeciwko Portugalii. Wtedy to Garrincha ponownie odniósł kontuzję. Jairzinho grał Mistrzostwach Świata w Anglii w 1966, jednak tym razem znów na lewym skrzydle. Kiedy Garrincha zakończył reprezentacyjną karierę, Jairzinho zagrał jako prawoskrzydłowy na MŚ 70 i wówczas ujawnił swój talent całemu światu. Po Mundialu Jairzinho przeniósł się do Europy i podpisał kontrakt z francuskim Olympique Marsylia. Jednak szybko opuścił Marsylię i powrócił do Brazylii do zespołu Cruzeiro EC.
Jairzinho zdobył 2 bramki na Mistrzostwach Świata w Niemczech w 1974, które były jego ostatnimi w reprezentacyjnej karierze. Jego pożegnalny mecz w kadrze miał miejsce 3 marca 1982 przeciwko Czechosłowacji i zakończył się remisem 1:1. Jairzinho w reprezentacji Brazylii zdobył 33 gole w 81 meczach.
Jaïrzinho zakończył karierę grając w klubie Portuguesa w Wenezueli. Po skończeniu kariery został trenerem, prowadząc m.in. reprezentację Gabonu. Jego osiągnięciem szkoleniowym było odkrycie talentu Ronaldo jako 14-letniego chłopaka występującego w drużynie Sao Cristovao.
7 goli w 6 meczach na mundialu 1970 czyni go drugim w dziejach piłkarzem, który w każdym z sześciu rozegranych meczów na mistrzostwach świata strzelił jakąś bramkę. Tym wyczynem wyrównał rekord Francuza Justa Fontaine, który był strzelcem we wszystkich rozegranych 6 meczach na mundialu 1958.